# Karl Friedrich August Hoffmann
Karl Friedrich August Hoffmann (* 1821; † im 19. Jahrhundert) war ein deutscher Jurist und Politiker.

## Leben
Hoffmann war der Sohn des Pfarrers Johann Friedrich Wilhelm Hoffmann aus Gahma. Er war evangelisch-lutherischer Konfession und heiratete am 14. Juli 1850 in Schönbrunn bei Ebersdorf Henriette Wilhelmine Offeney, die Tochter des fürstlichen Försters Ernst August Offeney in Lobenstein.
Hoffmann war Aktuar am Landgericht Lobenstein und später dort Justizamtmann. 1865 war er Vorstand beim Justizamt Lobenstein I und ab dem 30. Juni 1869 Mitarbeiter beim Bergamt Lobenstein. 1871 wurde er juristisches Mitglied des Bergamts. Seit 1867 trug er den Titel Justizrat.
Vom 5. Januar 1864 bis zum 5. April 1865 war er Mitglied im Landtag Reuß jüngerer Linie.